# Honda Cub F
De Honda Cub F is een clip-on motor die voor de aandrijving van fietsen bedoeld was en die door Honda werd geproduceerd. De Society of Automotive Engineers van Japan riep de machine uit tot een van de 240 mijlpalen van de Japanse auto- en motorindustrie. 

## Voorgeschiedenis
| Honda Model A |
| Honda Model C |

Het Honda Technical Research Institute was door Soichiro Honda opgericht met de bedoeling goedkope vervoermiddelen te gaan maken, waar in Japan na de Tweede Wereldoorlog behoefte aan was. In 1946 kon Honda 500 Mikuni-aggregaatmotortjes op de kop tikken die hij ombouwde tot hulpmotortjes. Toen die voorraad opraakte ontwikkelde hij samen met zijn ingenieur Kiyoshi Kawashima een eigen motortje, het Honda Model A, dat in 1949 werd opgevolgd door het Model C. Honda's droom was echter om echte motorfietsen te maken en nog in hetzelfde jaar verscheen het Honda Dream Model D, een licht motorfietsje met een 98cc-tweetaktmotor. De tweetaktmotoren hadden echter een aantal nadelen. Ze rookten, stonken en maakten veel lawaai en de Japanse kopers begonnen zich langzaam steeds meer te richten op viertaktmotoren. Daarom leverde men vanaf 1951 de Honda Dream Model E met een viertaktmotor. 

## Honda Cub F
Intussen had Soichiro Honda de zakenman Takeo Fujisawa naar zijn bedrijf gehaald. Dat was nodig, want Honda miste zakelijk inzicht en wist dat ook van zichzelf. Fujisawa loodste het bedrijf door enkele moeilijke jaren. Fujisawa had van Honda de volledige verantwoordelijkheid over de verkoop gekregen en vanuit zijn kleine kantoortje naast een vishandel in Tokyo reisde hij stad en land af om dealers te overtuigen. Hij zocht echter ook naar een manier om snel geld te verdienen, want Honda was er toen al van overtuigd dat hij de grootste motorfietsenproducent van de wereld zou worden, maar de ontwikkeling van meer gecompliceerde viertaktmotoren zou veel geld gaan kosten. Daarom drong hij er bij Honda op aan toch weer clip-on motoren te gaan maken. Zo ontstond de "Cub F". "Cub" betekent "welp" en de aanduiding "F" volgde logisch op de vorige modellen A t/m E. 
Hoewel het om geld te sparen toch weer een tweetaktmotortje betrof, was de Cub F schoner en minder luidruchtig en bovendien oogde het rode motortje met zijn witte benzinetank veel prettiger dan eerdere producten. 

### Marketing
Toen de eerste testen in maart 1952 gedaan waren, wachtte Fujisawa echter tot juni om het product te lanceren. Hij had bedacht dat er al een dealernetwerk bestond dat iedereen tot dat moment vergeten was: de 50.000 rijwielhandelaren die Japan rijk was. Bij de 300 bestaande motordealers moest het jonge merk concurreren met de oudere merken, maar bij de fietshandelaar, die het motortje zou moeten monteren, was er geen concurrentie. Fujisawa maakte een brochure die per post naar de fietshandelaren werd gestuurd, waarop hij ruim 30.000 reacties kreeg. Met de Mitsubishi Bank stelde hij een brief op om de aspirant-dealers te vragen de betalingen per postgiro via deze bank te voldoen. Daarop kreeg hij meteen 5.000 bestellingen binnen. Hij stuurde iedere respondent één Cub F-motor die 19.000 Japanse yen kostte en verkocht mocht worden voor 25.000 Yen. Uiteindelijk koos Fujisawa 19.000 rijwielhandelaren uit als dealer. In oktober 1952 werden 6.000 Honda Cub F's verstuurd en in december 1952 nog eens 9.000. In de hoofdstad Tokio maakte Fujisawa extra reclame door een vrouwendansgroep een show te laten opvoeren met Honda Cub F's in de hoofdstraat van Ginza. Daarmee vermaakte men het publiek, maar maakte men ook duidelijk dat ook vrouwen goed overweg konden met de Cub F. Fujisawa kocht zelfs kleine vliegtuigjes waarmee in heel Japan folders werden uitgestrooid met de adressen van plaatselijke dealers. Bovendien bedacht Fujisawa een huurkoopsysteem waardoor klanten hun betaling over 12 maanden konden spreiden.

### Techniek
Hoewel het tweetaktmotortje vrij eenvoudig (dus goedkoop) was geconstrueerd, had het wel al een membraaninlaat. De uitlaat was zodanig bevestigd dat het uitgesloten was dat overtollige olie de kleding van de berijder zou bevuilen. Het carter was rood gespoten, waardoor het geheel een wat fleuriger uiterlijk kreeg. Via een klein tandwieltje en een korte ketting werd een veel groter tandwiel op de fiets zelf aangedreven. 
De Honda Cub F werd een enorm verkoopsucces, mede door de eigenzinnige marketingstrategie die Fujisawa had bedacht. In 1954 werd de productie beëindigd omdat de Japanse economie begon aan te trekken en klanten meer behoefte kregen aan duurdere kwaliteitsproducten. Bovendien waren er problemen ontstaan met fietsframes, die Honda er niet bij leverde en waar het dus ook geen controle over had. 
Aan het einde van zijn bestaan had de Cub F samen met het Dream Model E - intussen de meest verkochte motorfiets in Japan -  de financiële basis gelegd waar Honda mee verder kon. De inkomsten werden gebruikt voor de ontwikkeling van de Honda Juno K-scooter en de Honda Benly J-motorfiets.

## Technische gegevens
| Honda                  | Cub F                              |
| ---------------------- | ---------------------------------- |
| periode                | 1952-1954                          |
| categorie              | Clip-on motor                      |
| motortype              | Tweetakt                           |
| bouwwijze              | Luchtgekoelde liggende eencilinder |
| boring                 | 40 mm                              |
| slag                   | 40 mm                              |
| cilinderinhoud         | 50,3 cc                            |
| smeersysteem           | Mengsmering                        |
| max. vermogen          | 0,36 kW/0,5 pk bij 3.000 tpm       |
| secundaire aandrijving | Ketting                            |
| voorganger             | Honda Model C                      |
| opvolger               | geen                               |